# Graminaseius mastus
Graminaseius mastus är en spindeldjursart som först beskrevs av Denmark och Muma 1967.  Graminaseius mastus ingår i släktet Graminaseius och familjen Phytoseiidae. Inga underarter finns listade i Catalogue of Life.